# Szuhakálló-Múcsony megállóhely
Szuhakálló-Múcsony megállóhely egy Borsod-Abaúj-Zemplén vármegyei megállóhely Szuhakálló közigazgatási területén. A MÁV üzemeltette.

## Áthaladó vasútvonalak
A megállóhelyet a következő vasútvonalak érintik:
- Kazincbarcika–Rudabánya-vasútvonal

## Kapcsolódó állomások
A megállóhelyhez a következő állomások vannak a legközelebb:
- Izsófalva megállóhely (Kazincbarcika–Rudabánya-vasútvonal)
- Kazincbarcika vasútállomás (Kazincbarcika–Rudabánya-vasútvonal)

## Forgalom
A megállóhelyen és a rajta áthaladó vasútvonalon a vasúti forgalom 2007. március 4-e óta szünetel.
Bővebben: 2007-es magyarországi vasútbezárások

## Megközelítése
A megállóhely Szuhakálló közepén helyezkedik el, közúti megközelítését a helyi önkormányzat által üzemeltetett Állomás út teszi lehetővé.